# Bœuf charolais du Bourbonnais
 (mai 2020).
Le Bœuf charolais du Bourbonnais est le premier Label Rouge IGP bovin adulte, décerné en 1974.
Il compte 122 éleveurs producteurs et 2 633 bovins abattus annuellement (soit environ 1 200 tonnes), selon les chiffres de 2016.

## Historique
Le Bœuf charolais du Bourbonnais est le premier Label Rouge bovin adulte décerné en 1974.

## Cahier des Charges
Le Bœuf charolais du Bourbonnais présente un cahier des charges assez strict :
- la viande est strictement issue d’animaux de race charolaise ;
- il y a des catégories d’âge et de stades physiologiques des animaux à respecter pour entrer dans l’appellation Bœuf charolais du Bourbonnais. Il n’y a que les bœufs, génisses (plus de 28 mois) et vaches de moins de 8 ans ;
- l’alimentation des animaux doit être végétale et sur une base de pâturage (au moins 6 mois par an), mais aussi de foin ou d’enrubannage ; les apports énergétiques se font par les céréales issues de l’exploitation ou bien issues de fabricants habilités qui produisent des aliments référencés sans OGM et sans urée.

## Aire géographique
La zone d’élevage définie qui garantit l’IGP est le Bourbonnais qui correspond à l’Allier et aux cantons limitrophes de la Creuse, de la Saône-et-Loire, du Cher et de la Nièvre.

## Conditions de production
Les éleveurs sont attentifs au bien-être des animaux (litière végétale dans les bâtiments, aération, accès à l’eau, propreté des animaux, abris extérieurs en cas de plein air intégral…). La croissance lente des animaux, au minimum 28 mois, permet d’obtenir une viande affinée et goûteuse.
Le veau est élevé exclusivement au pis, sous la mère.
Après le sevrage, le cycle prairie-étable est respecté. L’alimentation est à base d'herbe, de fourrage grossier, d'aliments déshydratés, de céréales, de tourteaux, d'aliments concentrés, de racines et tubercules.
La sélection des carcasses en fonction de la conformation, du poids et de l’état d’engraissement des animaux permet de garantir une viande de qualité. La maturation de la viande en carcasse est d’une durée de 10 jours minimum. Un seul abattoir est agréé, le SICABA Bourbon l’Archambault. La filière, composée de fabricants d’aliments, d’éleveurs, de l’abattoir, d’ateliers de découpes, de points de vente, est contrôlée par un organisme indépendant, le Certipaq.

## Gastronomie
Des analyses sensorielles sont réalisées tous les ans afin de garantir la qualité supérieure de la viande de Bœuf charolais du Bourbonnais. La traçabilité est assurée de l’exploitation au point de vente. Les principaux créneaux de distribution sont les boucheries artisanales, les restaurations collectives, les grandes et moyennes surfaces (GMS) et les restaurations commerciales.